# Мар'янівська волость (Могилівський повіт)
Мар'янівська волость — історична адміністративно-територіальна одиниця Могилівського повіту Подільської губернії з центром у селі Мар'янівка.
У 1921 перейшла до складу новоутвореного Жмеринського повіту.

## Склад
Станом на 1885 рік складалася з 12 поселень, 12 сільських громад. Населення — 10256 осіб (4899 чоловічої статі та 5357 — жіночої), 1117 дворових господарств.
|                     | Площа, десятин | У тому числі орної, дес. |
| ------------------- | -------------- | ------------------------ |
| Сільських громад    | 7850           | 6064                     |
| Приватної власності | 14098          | 6667                     |
| Іншої власності     | 308            | 237                      |
| Загалом             | 22256          | 12968                    |

Поселення волості:
- Мар'янівка — колишнє власницьке село при річці Лядова за 60 верст від повітового міста, 700 осіб, 103 двори, православна церква, постоялий будинок, водяний млин.
- Верхівка — колишнє власницьке містечко, 665 осіб, 109 дворів, православна церква, постоялий будинок.
- Кошринці (Кошаринці) — колишнє власницьке село, 912 осіб, 162 двори, православна церква, постоялий будинок, кузня, водяний млин.
- Кузьминці — колишнє власницьке село, 730 осіб, 101 двір, православна церква, постоялий будинок.
- Мартинівка — колишнє власницьке село при річці Лядова, 473 особи, 67 дворів, православна церква, молитовний будинок, 2 постоялих будинки, винокурний завод.
- Матейків — колишнє власницьке село, 721 особа, 101 двір, православна церква, постоялий будинок, паровий і водяний млини.
- Митки — колишнє власницьке село, 720 осіб, 97 дворів, православна церква, постоялий будинок, паровий млин.
- Попівці — колишнє власницьке село, 877 осіб, 121 двір, православна церква, синагога, 2 постоялих будинки, торгова баня, 2 водяних і вітряний млини.
- Примощаниця — колишнє власницьке село, 691 особа, 95 дворів, православна церква, постоялий двір, постоялий будинок, 2 кузні, 2 водяних млини.
- Шипинки — колишнє власницьке село, 235 осіб, 30 дворів, православна церква, постоялий будинок, водяний млин.